# Kudur-Mabuk

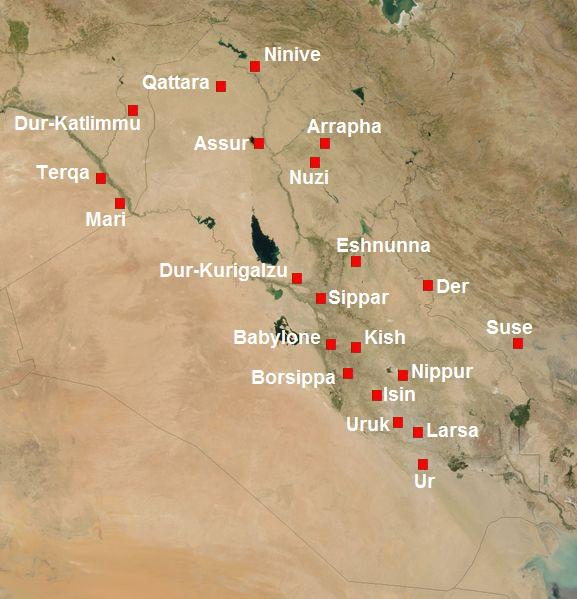
Mapa południowej Mezopotamii w II tys. p.n.e. z zaznaczonym miastem Larsa.

Kudur-Mabuk - przywódca amoryckiego ludu Emutbal (Jamutbal); w 1834 r. p.n.e. w niejasnych okolicznościach opanował on Larsę, wprowadzając na jej tron kolejno dwóch swoich synów: Warad-Sina (1834-1822 p.n.e.) i Rim-Sina I (1822-1763 p.n.e.).